# Saint-Nicolas-des-Bois (Orne)
 Saint-Nicolas-des-Bois  es una población y comuna francesa, situada en la región de Baja Normandía, departamento de Orne, en el distrito de Alençon y cantón de Alençon-1.

## Demografía
| 218 | 213 | 192 | 207 | 241 | 240 |
| Para los censos de 1962 a 1999 la población legal corresponde a la población sin duplicidades (Fuente: INSEE [Consultar]) |     |     |     |     |     |